# Pseudotypocerus
Pseudotypocerus is een kevergeslacht uit de familie van de boktorren (Cerambycidae). De wetenschappelijke naam van het geslacht werd voor het eerst geldig gepubliceerd in 1971 door Linsley & Chemsak.

## Soorten
Pseudotypocerus omvat de volgende soorten:
- Pseudotypocerus ater Chemsak & Linsley, 1981
- Pseudotypocerus inflaticollis Chemsak & Linsley, 1976
- Pseudotypocerus nitidicollis Chemsak & Linsley, 1976
- Pseudotypocerus proxater Giesbert, 1997
- Pseudotypocerus pubipennis (Bates, 1885)
- Pseudotypocerus rufiventris (Bates, 1872)
- Pseudotypocerus virescens Chemsak & Linsley, 1976
- Pseudotypocerus vittatus Chemsak & Linsley, 1981